# Ifaistos (Schiff, 1920)
Ifaistos (griechisch Ήφαιστος) hieß ein Hilfsschiff der Griechischen Marine. Das Schiff wurde anscheinend zunächst von der Hamburg-Bremer Afrika-Linie bei der Neptun Werft in Rostock als Friderun bestellt. Es wurde jedoch zunächst an die Reederei August Cords und danach an die Emder Reederei AG abgegeben. Es lief als Frachtschiff Marie Reppel vom Stapel. Schon am 6. Juli 1920 wurde das Schiff an Lyle Shipping Co. Ltd. in England übergeben, die es dann am 8. November 1920 an Griechenland verkaufte.
Ab 1921 wurde das Schiff zunächst als Transportschiff Basilefs Konstandinos (griechisch Βασιλεύς Κωνσταντίνος = König Konstantin) eingesetzt, um Flüchtlinge aus dem Osmanischen Reich zu befördern. 1922 wurde es nach der gleichnamigen Insel in Chios (Χίος) umbenannt. 1923–1925 wurde das Schiff in England bei Palmers Shipbuilding and Iron Company in ein Werkstattschiff umgebaut und der Name nach dem griechischen Gott der Schmiedekunst Hephaistos in Ifaistos geändert. Es diente als Werkstattschiff für Torpedoboote und Zerstörer und als U-Boot-Begleitschiff. 1941 wurde das Schiff zusammen mit einem Teil der griechischen Flotte in den Nahen Osten verlegt, um der Zerstörung oder Übernahme durch die Wehrmacht zu entgehen. 1964 wurde das Schiff aus der Flottenliste gestrichen und 1968 abgebrochen.